# یواس‌اس جان پال جونز (دی‌دی‌جی-۵۳)
یواس‌اس جان پال جونز (دی‌دی‌جی-۵۳) (به انگلیسی: USS John Paul Jones (DDG-53)) یک کشتی است که طول آن ۵۰۵ فوت (۱۵۴ متر) می‌باشد. این کشتی  در سال ۱۹۹۱ ساخته شد.